# کاربردهای بارسلونا

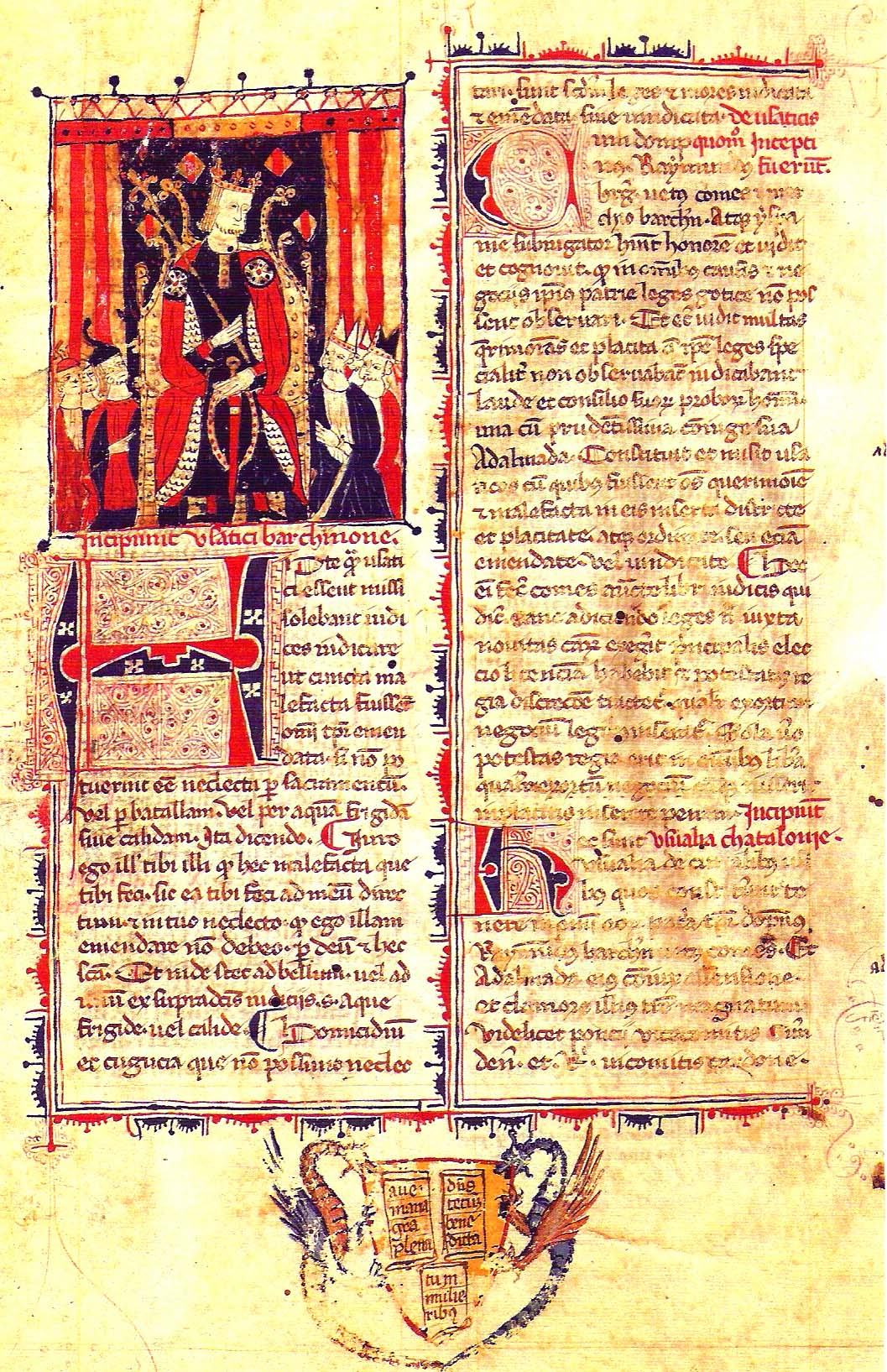
نسخه خطی کاربردهای بارسلون از حدود ۱۱۷۳. در لاتین (در قرون وسطی برای اسناد رسمی استفاده می‌شد): Usatici Barchinone

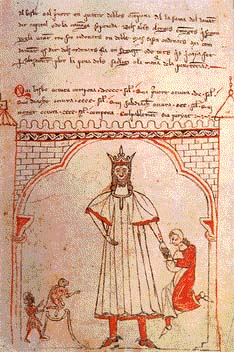
تصویری از قرن سیزدهم، به نمایندگی از رامون برنگر اول (۱۰۲۳–۱۰۷۶)، کنت بارسلونا که یک دست نشانده را در دربار خود می‌پذیرد.

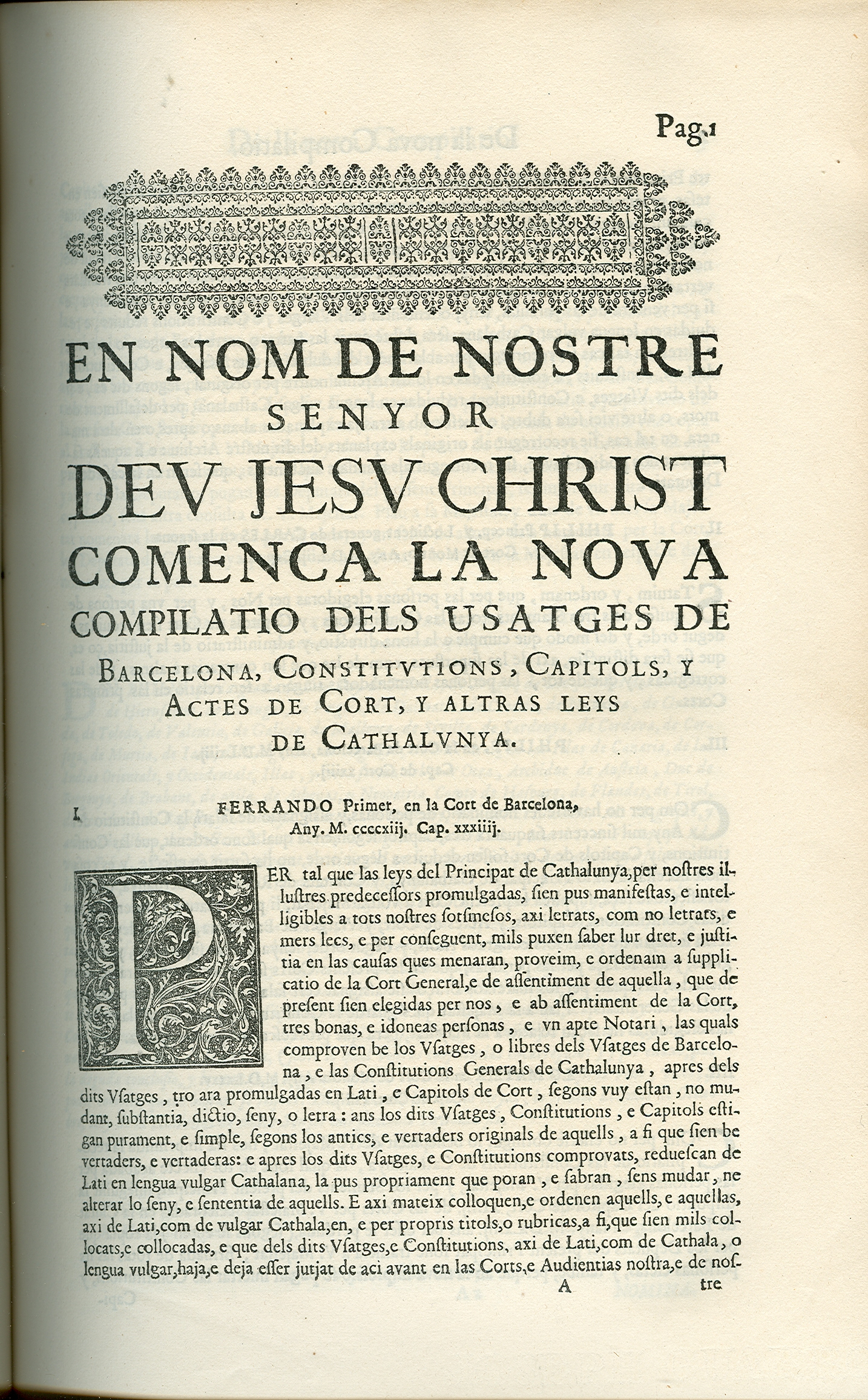
کاربردهای چاپ شده به زبان کاتالان در سال 1413: Usatges de Barcelona

کاربردهای بارسلونا (کاتالونیایی: Usatges de Barcelona, IPA: [uˈzadʒəz ðə βəɾsəˈlonə]; لاتین: Usatici Barchinonae) آداب و رسومی بودند که اساس قانون اساسی کاتالونیا را تشکیل می‌دادند. آنها قوانین اساسی و حقوق اساسی کاتالونیا هستند که تدوین آنها به قرن دوازدهم بازمی‌گردند.

## پیشینه
کاربردها قطعاتی از قوانین روم و ویزیگوتیک را با تصمیمات دادگاه کمیتایی بارسلون و قوانین مذهبی کلیسای کاتولیک ترکیب کردند. اولین کاربردها توسط رامون برنگر اول، کنت بارسلونا (۱۰۳۵–۱۰۷۶) گردآوری و تدوین شد تا نواقص قوانین گوتیک را ترمیم کند. با این حال، بهترین شواهد کار رامون در دستورات جیمز فاتح در دو قرن بعد (حکومت ۱۲۱۳–۱۲۷۶) مشاهده می‌شوند. جیمز، با مشاهده اینکه برخی از قضات بر اساس قوانین گوتیک و برخی از قوانین روم، طبق سنت عرف محلی (usus terrae) حکم می‌کنند، در سال ۱۲۵۱ به دادگاه‌های کاتالونیا مراجعه کرد تا اولویت کاربردها را تثبیت کنند. اگرچه این موارد از نظر قانونی فقط برای شهرستان بارسلونا اعمال می‌شد، اما در عمل برای کل شاهزاده نشین کاتالونیا اعمال شد.
کاربردها چندین فرمان نامه رقیب دیگر را در همان دوران داشتند:
- کاربردهای خیرونا
- آداب و رسوم لیدا
- آداب و رسوم تورتوسا
- خزهای والنسیا
- فرانکزاس مایورکا
- فصل آتن و نئوپاتریا

قدیمی‌ترین نسخه خطی حاوی کاربردها مربوط به اواخر قرن دوازدهم است. بین قرن‌های ۱۵ و ۱۸، آنها به‌طور مکرر کپی می‌شدند. احکام نوئا پلانتا آنها را لغو و با قوانین مرکزی بوربن‌ها جایگزین کردند، اگرچه همچنان تاحدودی قدرت خود را حفظ کردند.